# Łodygowo (Pisz)
Pour les articles homonymes, voir Łodygowo.
Łodygowo est un village polonais de la gmina de Biała Piska, dans le powiat de Pisz, voïvodie de Varmie-Mazurie, au nord-est du pays.
Il est situé à environ 26 km à l'est de Pisz et à 114 km à l'est de la capitale régionale Olsztyn.
Sa population est d'environ 100 habitants.